# Ebinania macquariensis
Ebinania macquariensis är en fiskart som beskrevs av Nelson 1982. Ebinania macquariensis ingår i släktet Ebinania och familjen paddulkar. Inga underarter finns listade i Catalogue of Life.